# Колодяжне (Житомирський район)
Коло́дяжне (колишні назви Колодяжин, Колодежна (пол. Kołodeżna), Колодежно-Монастирок (Колодежно-Монастырекъ), Колодежно)  — село в Україні, у Житомирському районі Житомирської області. Населення становить 637 осіб.

## Загальний опис
Колодяжне розташоване на правому березі річки Случ. На західній околиці села в Случ впадає річка Тюхтерівка (Тюкелівка). Протікаючи через Колодяжне, вона утворює три стави — Верхній, Середній та Нижній.
На лівому березі Случі між Колодяжним та Мирополем згідно рішення Житомирської обласної ради від 16 березня 2023 року створено ландшафтний заказник місцевого значення "Над Случчю". На території заказника зафіксовані такі звірі: миша польова, бобер європейський, вивірка звичайна, кріт європейський, лисиця звичайна, борсук європейський, сарна європейська, такі птахи: слуква лісова, припутень, дятел сивий, дятел строкатий великий, дятел строкатий середній, вивільга, шпак звичайний, сойка, волове очко, берестянка звичайна, кропив’янка чорноголова, кропив'янка садова, вівчарик-ковалик, мухоловка сіра, вільшанка, соловейко східний, дрізд чорний, дрізд співочий, синиця довгохвоста, синиця блакитна, синиця велика, гаїчка болотяна, повзик, підкоришник звичайний, зяблик, зеленяк, щиглик, костогриз. Спостерігаються також види, занесені до Червоної книги України, зокрема: шуліка чорний, сорокопуд сірий.
У селі діє ЗОШ І—ІІ ст.
Біля села проходить залізниця Козятин — Шепетівка.

### Історія
Перші люди на території сучасного Колодяжного з'явилися 15 тис. років тому, що засвідчує виявлення слідів пізньопалеолітичної стоянки. В 1920-х рр. співробітнику Волинського науково-дослідного музею у Житомирі Івану Левицькому передали з Колодяжного зуби коня й уламки кісток мамута, на яких він простежував рисоване зображення тварин. Зокрема на уламку бивня мамута було зображено голову північного оленя.
Палеонтологічні знахідки на території Колодяжного зробили під час археологічних розкопок Левицький у 1924—1925 рр. і Сергій Гамченко у 1926 р. В урочищі Провалля у 1936 р. було знайдено рештки черепа носорога.
Заселення території сучасного Колодяжного продовжувалось у період енеоліту. Тут виявлені поселення пізнього етапу трипільської культури та поховання культури кулястих амфор. Ольга Манігда під час проведення археологічної розвідки в околицях Колодяжного у червні 2011 р. виявила три пізньотрипільські археологічні пам'ятки вздовж Тюхтерівки.

### Літописне місто Колодяжин у XII—XIII століттях

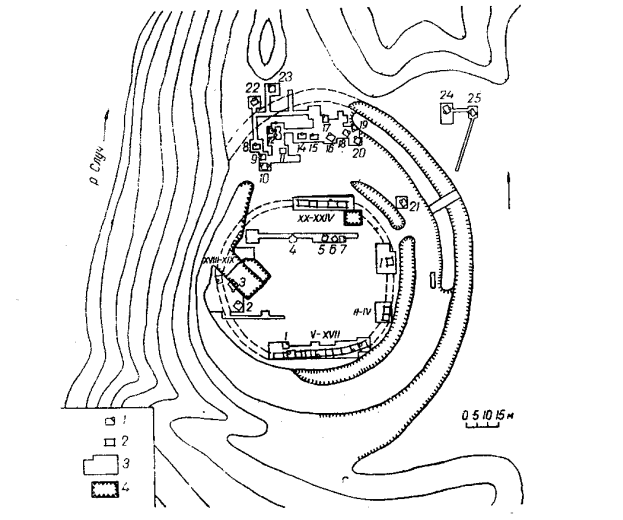
План давньоруського городища в Колодяжному.
1 — житла напівземляного типу, 2- житла-кліті, 3 — розкопи, 4 — котловани

На території села знаходиться давньоруське городище XII—ХІІІ ст. Його ідентифікують як літописне місто Колодяжин, назва якого походила від слова «колодязь». За припущенням Романа Юри, місто могло належати князю Роману Мстиславичу, який володів і сусіднім Кам'янцем.

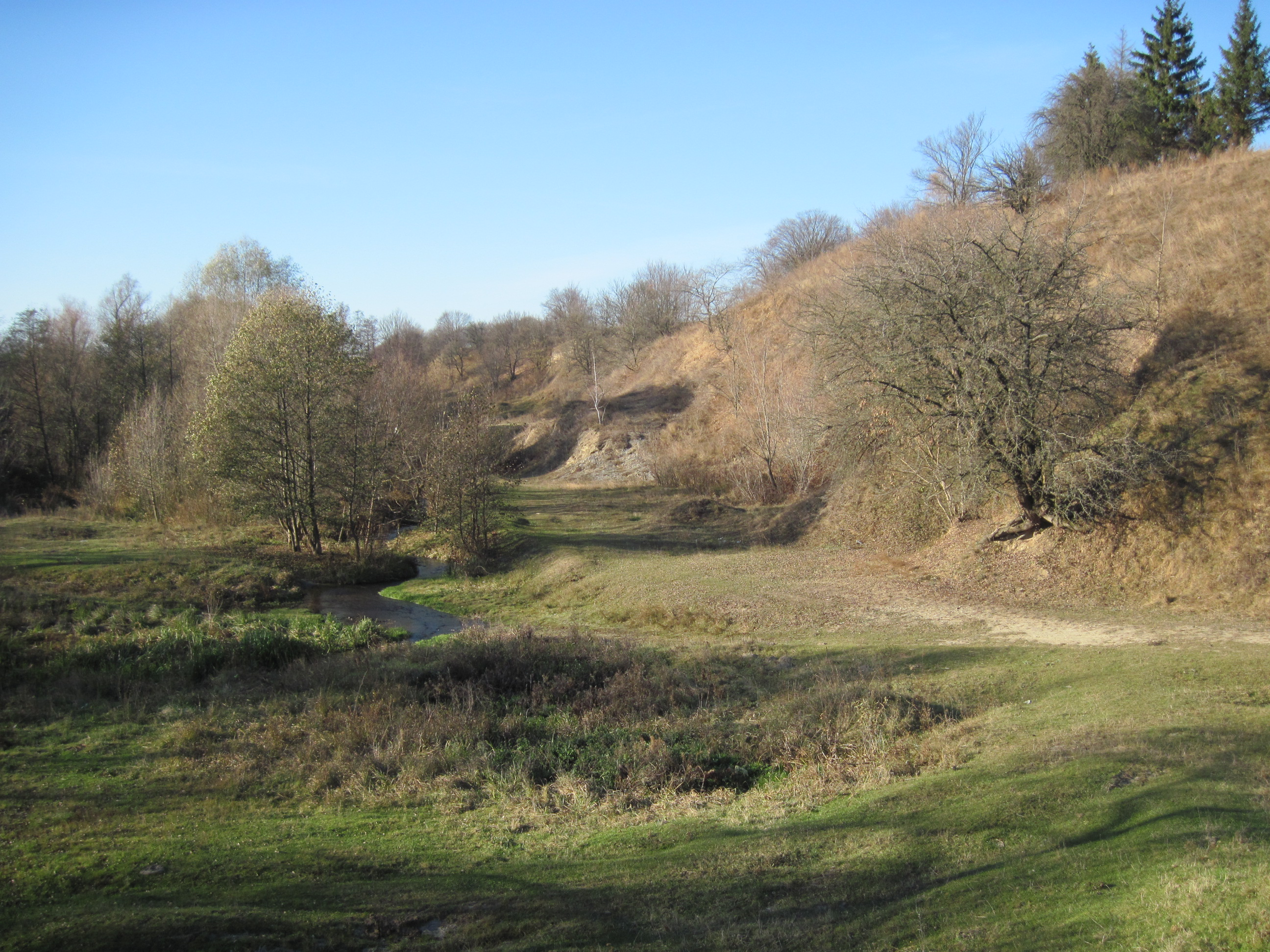
Вид на річку Тюхтерівку та урочище Опуст у Колодяжному

Археологічне вивчення давньоруського городища в Колодяжному було проведене Волинською експедицією Інституту археології АН УРСР під керівництвом Володимира Гончарова впродовж п'яти літніх сезонів 1948—1950 і 1952—1953 рр.

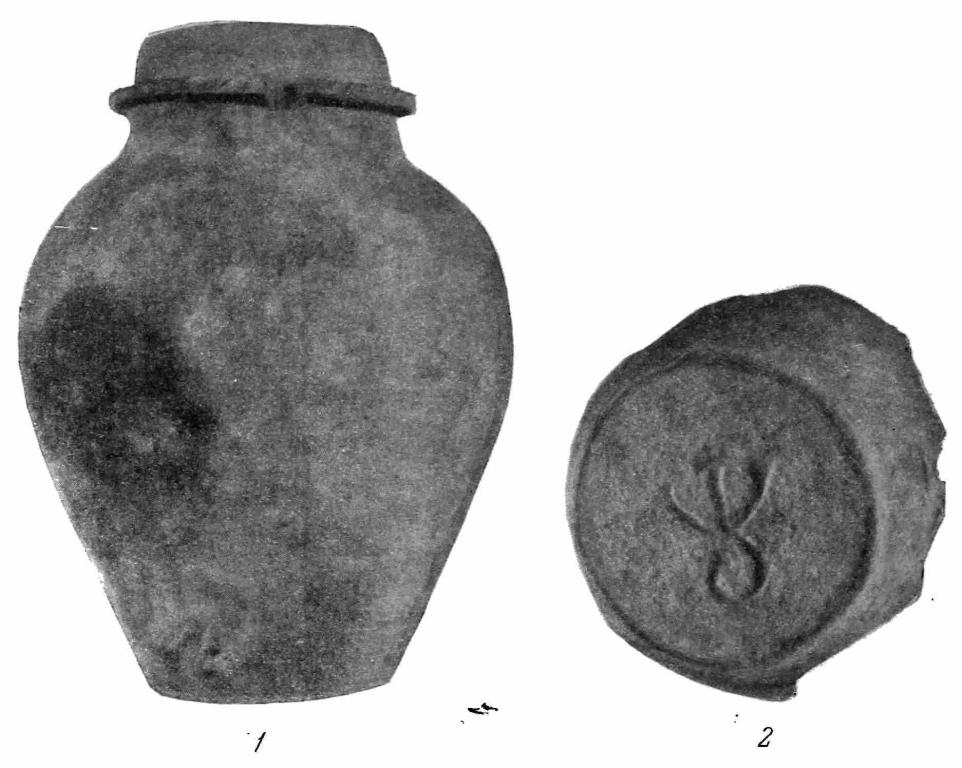
Гончарні вироби, знайдені під час археологічних розкопок на давньоруському городищі в Колодяжному.
1 — посудина, 2 — днище посудини з клеймом у вигляді тризуба

Улітку 1948 р. на південно-західній околиці Колодяжного (правий берег Случі) також було виявлено давньоруське городище XI—ХІІ ст., яке слугувало сховищем без постійного населення. На північно-західній околиці Колодяжного (лівий берег Случі) зафіксовано ще одне давньоруське городище XII—ХІІІ ст. Крім того, біля Колодяжного (правий берег Случі) було близько 60 курганів. Не виключено, що це могли бути залишки давньоруського могильника. Однак станом на середину XX ст. вони були вже повністю зорані і так ніким і не досліджувались.

На початку 1241 р. Колодяжин був знищений військами Батия:
А коли Батий узяв город Київ і почув він про Данила, що той в Уграх є, то рушив сам до Володимира. І прийшов він до города Колодяжна, і поставив дванадцять пороків. Та не міг він розбити стіни і став перемовляти людей. Вони тоді, послухавши злої ради його, здалися і самі перебиті були.
Археологічні розкопки підтвердили, що Колодяжин був повністю спалений, а його мешканці вбиті.

### Монастир у XVI - XVIII ст.
У XVI ст. на місці давньоруського городища було засновано православний чоловічий монастир, переведений у 1702 р. в уніатство. Відомі постаті його ігуменів з XVII ст. — о. Діонісій Мосціцький, о. Сильвестр Блонський, о. Йоїл Холодовський, з XVIII ст. — о. Климентій Вишневський, о. Рафаїл Медем, о. Даниїл Хмелевич, о. Філарет Кієзимовський, о. Костянтин Целєвич. Усі вони були ченцями Чину Св. Василія Великого.
8 жовтня 1671 року земельні фундуші цьому монастирю підтвердив князь Олександр Януш Заславський-Острозький, а 24 листопада 1696 року — його сестра Теофіла Людвіка Заславська. 

З липня 1775 р. він був підпорядкований монастирю в Любарі. На 1778 рік монастирськими підданими були такі селяни: Іванко Дмитрук, Яків Пастух, Трохим Шмид, вдова Рибачиха, вдова Волинчиха, Федько Швець, Прокоп Варениця, Роман Случовий, Пилип Музика, Кондрат Мельник. У 1780 р. монахам у Колодяжному було наказано перевезти до Любара дзвін із місцевої церкви. Вони повідомили про це церковному братству, яке забрало дзвін собі. Врешті його таки було вивезено до Любара, а монахів покарано. На 1790 рік у Колодяжному було 22 парафіян-уніатів. На 1795 рік тут було всього двоє монахів. Остаточно монастир ліквідували, згідно з указом Правлячого Сенату від 17 травня 1804 року. На 1819 рік в Колодяжному діяла уніатська каплиця. Ще в 1925 р. були помітні залишки колишнього монастиря:
Від цього часу залишилися рови, вали, льохи проти шкільної садиби.
Колодяжне згадується в "Описі кордонів Київського воєводства" від 1566 року як "село Шаулине", тобто в той час належало давньому зем'янському роду Шаулів. У 1587 р. відбувся наїзд князя Януша Острозького на Колодяжне, під час якого місцеві господарства понесли значні втрати врожаю. Згідно з обрахунками, 9 господарів втратили від 90 до 200 кіп хліба, ще 9 — від 200 до 400, 4 — від 400 до 700, 1 — понад 1 000.
Станом на 27 січня 1724 р. в Колодяжному нараховувалось 6 житлових будівель, а на 29 березня того ж року — вже 8.
Згідно з Кольбушівською транзакцією 1753 р., село перейшло у власність князя Теодора Ієронима Казимира Любомирського, богуславського старости. Станом на 1754 р. Колодяжне знаходилось у посесії Стефана Місюни. Останній був полоцьким стольником, полковником Острозької ординації. Станом на 1775 р. в Колодяжному нараховувався 61 дим.
Згідно із переписами єврейського населення за 2-гу половину XVIII ст., у Колодяжному проживали 4 (1765 р.), 3 (1775 р.), 4 (1778 р.), 6 (1784 р.), 4 (1787 і 1789 рр.), 7 (1791 р.) євреїв. Вони тримали у селі корчму. Станом на 1888 р. в Колодяжному проживали вже 40 євреїв.
У 1777 році Колодяжне в Адама Понінського купив за 5 тисяч польських злотих Павел Каєтан Трушковський.
На 1795 рік у Колодяжному нараховувалося 59 сімей: 10 шляхетських (23 чоловіків і 10 жінок), 49 селянських (150 чоловіків і 141 жінка). Більшість селянських сімей займалися хліборобством — 23, ткацтвом — 5, столярною справою — 3, шевською — 2, кравецькою справою та ковальством — по одній, решта — "чорною роботою". Зокрема жили такі монастирські селяни з сім'ями — Федько Зуб, Ілько Волинець, Грицько Голинський, Микита Карасевич, Филип Рибачук, Іван Сімашко, Павел Захарчук, Лаврін Поліщук, Филип Карасевич, вдова Зіновія, Левко Поліщук, селяни Каєтана Трушковського — Іван Савонюк, Степан Войцюк, Іван Усач, вдова Марія, Іван Поліщук, Парасковія вдова, Мартин Архипчук, Трохим Поліщук, Степан Архипчук.
На початку XIX ст. однією частиною Колодяжного володіли брати Петро та Станіслав Каєтановичі Трушковські і їх вітчим Антоній Янович Собецький, полковник колишніх польських військ, іншою частиною — Владислав Янович Домбровський, хорунжий колишніх польських військ. За ревізькою казкою від 1816 року, у частині Колодяжного, що перебувала у власності Домбровського, зафіксовані дворові Іван Стефанович Степаненко та Іван Максимович Гайбей, а також поміщицькі селяни Мартин Семенович Архипчук, Роман Прохорович Балицький, Яків Михайлович Голинський, Михайло Олексійович Єнцов, Семен Стефанович Загородній, Семен Севастіянович Кучминюк, Олексій Леонтійович Левчук, Василь Антонович Мимончук, Федір Антонович Мимончук, Іван Корнійович Поліщук, Стефан Стефанович Стецюк. В середині XIX ст. Колодяжне перебувало у власності поміщиці Трусковської.
Гурток ентузіастів під керівництвом Миколи Філіповича у 1925 році занотував про ті часи: "Яскравих революційних виступів селян с. Колодежно за часів кріпацтва вияснити не вдалось. Спогади селян про життя кріпацтва відноситься лише до 1830 року - до часу польського повстання. Про цей період селянин Ковальчук Юліян 78 років згадує і то лише зі слів свого батька, який прожив 90 років і помер 35 років тому назад. Він згадує про окремі індивідуальні виступи селян, що намагалися використати скасований російською владою один день панщини, який пани намагалися все-таки вдержати за собою. Виступи ці виявились в формі нанесення збитків панові, в бігах, в пожежах і т. інше. Коли панам вдавалось зловити таких непокірливих селян, вони карали селян різками. Тих, хто терпіли кару або ще й жартували при покаранні, називали героями - стоїками. Так, був пійманий Олексюк Моісій, то на присуд 25 різок він стоїчно заявив: "На 25 різок я і штанів не хочу скидати". На запитання: "Скільки ж ти хочеш?" - відповідав: "Копу або дві". Йому давали те, що він хотів, але він все ж продовжував уперто не слухатись, чим заставляв махнути на нього рукою".
Колодяжного торкнулися події Січневого повстання 1863—1864 рр. Польський повстанський загін під командуванням Едмунда Ружицького після бою з російським військом, що відбувся 4—5 травня 1863 р. під Мирополем відступив по дорозі до Колодяжного. Тут він форсував Случ і направився в сторону Полонного.
У 1865 р. в приміщенні, збудованому за кошти Міністерства державного майна, почала діяти церковно-приходська школа. У 1888 р. в ній навчалось 46 дітей. Станом на 1913 р. вчителем працював Іван Ярошенко.

### Церква у XIX - на початку XX ст.
Церква Св. Архистратига Михайла збудована у 1700 році. Станом на 1812 рік священником у ній був 40-річний Іоан Андрійович Левицький. З 1850 року — Лаврентій Якович Левицький. Він народився у містечку Кульчини Старокостянтинівського повіту, закінчив курси богословських наук у Волинській духовній семінарії, помер 2 квітня 1868 року. У 1866 році побудована нова церква. 15 січня 1867 року її було освячено. Згодом: Митрофан Павлович Левицький (помер 23 травня 1869 р.), Феодосій Іванович Дунаєвський. З 1886 р. священиком був Микола Павлович, дяком — Фаддей Йосифович Божкевич (з 1848 р.). Божкевич помер 14 грудня 1906 року у віці 78 років.  Станом на 1 січня 1912 р. вдова священика Єлизавета Павлович проживала в селі і отримувала пенсійне забезпечення в розмірі 30 рублів на рік.
В 1902 році побудовано новий будинок для священика, у 1910 році на церковні кошти при ньому побудовано також хлів. З 1907 і щонайменше станом на 1913 рік священиком був Олександр Павлович Алєксєєв. Він народився 27 листопада 1877 року, у 1898 році закінчив Волинську духовну семінарію і тоді ж отримав призначення на посаду вчителя до села Колки Луцького повіту, у 1899 році став священиком Свято-Георгіївської церкви в Дубно, у 1904 році переведений до села Тайкури Острозького повіту, а після переведення до Колодяжного став також законоучителем у місцевому однокласному міністерському училищі. Він проживав у селі з дружиною Ольгою Антонівною та дітьми Зинаїдою, Євгенією, Тетяною і Михайлом. Дяком був Олександр Дмитрович Штунь, який проживав у селі з дружиною Анастасією Авксентіївною та синами Олексієм і Феофаном. Від 1909 року церковним старостою був Іван Рябчук.
Метричні книги за 1773—1915 рр. зберігаються в Державному архіві Житомирської області. Метрична книга за 1813 р. знаходиться на зберіганні в Центральному державному історичному архіві у Києві.

### Дослідження історичної спадщини у XIX—XX століттях
Старожитності в околицях Колодяжного почали цікавити дослідників із другої половини XIX століття. Юзеф Ігнацій Крашевський у своєму описі Волинської губернії за 1863 рік відзначав наявність біля села кількох могил.
У 1876 році Ольга Косач повідомляла Володимира Антоновича про виявлення в Колодяжному «підземної кам'яної будівлі з дверима, залитими свинцем». Її чоловік Петро Косач уточняв через деякий час, що будівлю було цілковито зруйновано, доки він зміг її побачити: «Коли оголились стіни цієї будівлі, жид із 4 селянами розбив її, господарювали в склепі дві доби. Потім жид дав знати волості. Приїхав становий і з цілим селом селян розкидав більшу частину будівлі, що відкрилась при обвалі. Чи продовжується вона під горою — не знаю, не можна визначити. По зруйнованому не можна сказати, що це була за будівля, але можна припускати, що або склеп, або погреби. Кажуть, при становому знайшли дві людські кістки».
За даними самого Антоновича, на горі Горбовець (Горбовиця), що на південній околиці Колодяжного (правий берег Случі), були «руїни замку та кам'яні погреби». Також біля села зафіксовано 2 кургани.

У 1925 році обстеження села здійснив гурток ентузіастів під керівництвом Миколи Філіповича. Серед іншого, вони встановили:
Біля села є багато пам'ятників старовини різних історичних діб в вигляді могил, курганів, городищ, льохів тощо. Згідно цих пам'ятників можна сказати, що місця праворуч Случі, де тепер знаходиться с. Колодежно, з давніх-давен з'являються придатними для оселення.

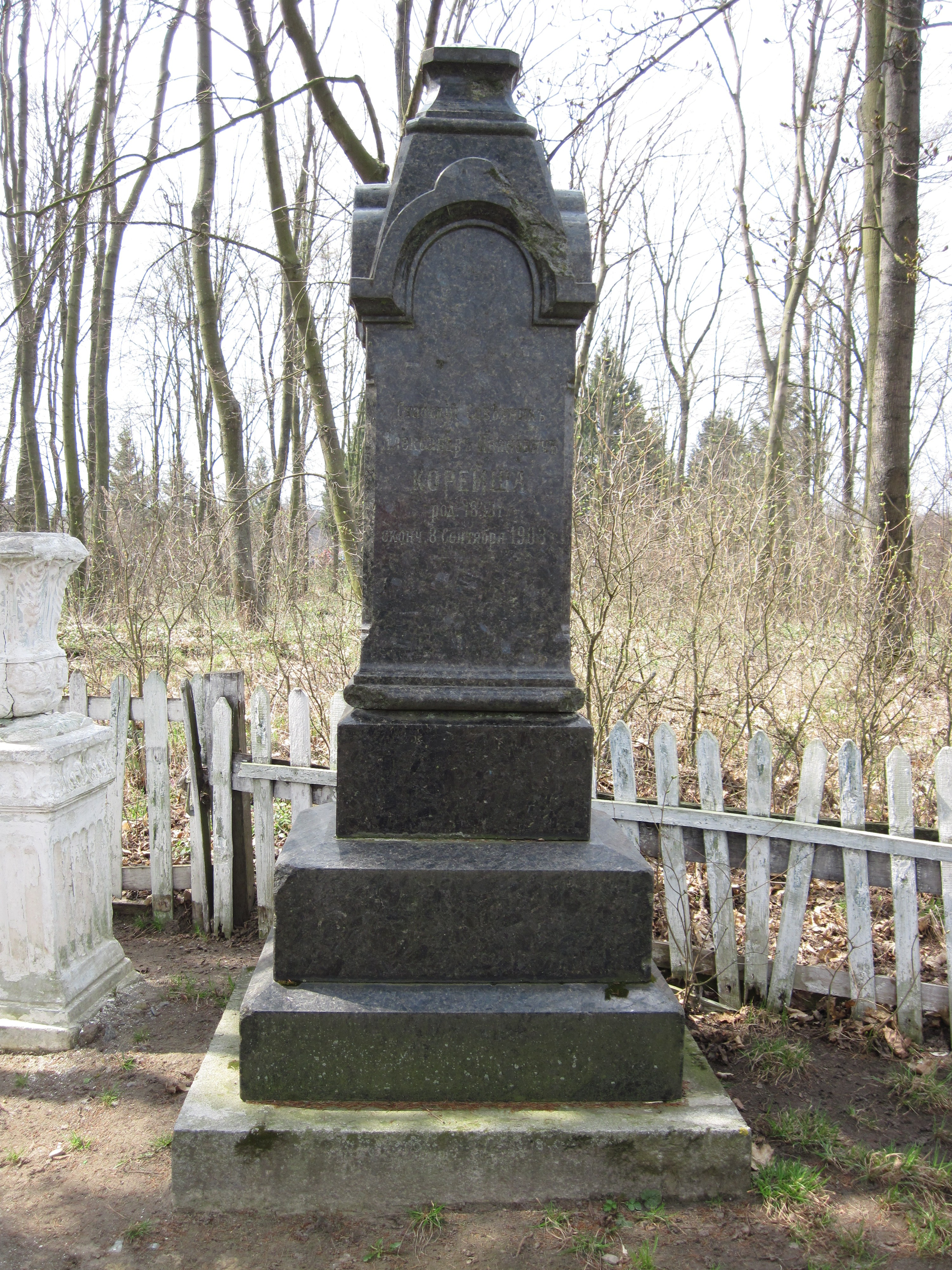
Могила О. Корейші на кладовищі в Колодяжному.
Напис: «Статскій Совѣтникъ Александръ Ивановичъ Корейша род. 1843 г. сконч. 8 Сентября 1903 г.»

В 1920-х роках археологічні розкопки в околицях Колодяжного проводили відомі археологи Сергій Гамченко, Іван Левицький, Михайло Макаревич. Левицький був автором кількох статей щодо результатів цих досліджень, а також неопублікованого рукопису «До вивчення археологічних першоджерел в околицях с. Колодяжного на Житомирщині» (1925 рік), що зберігається в науковому архіві Інституту археології НАН України.

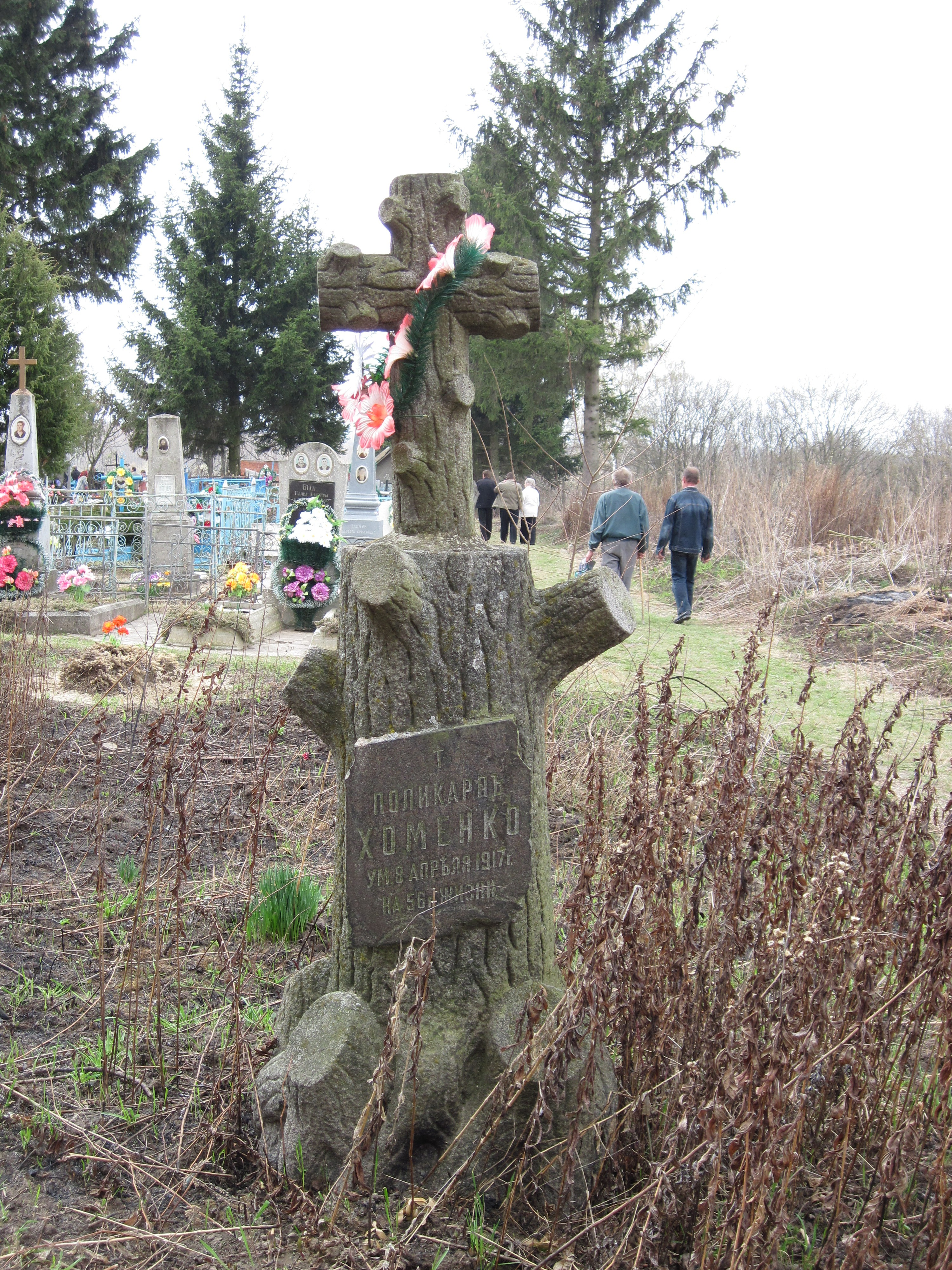
Могила П. Хоменка на кладовищі в Колодяжному.
Напис: «Поликарпъ Хоменко ум. 8 апрѣля 1917 г. на 56 г. жизни»

Станом на 1885 рік у Колодяжному нараховувалося 66 дворів та 524 мешканці, на 1906 — 128 дворів та 848 мешканців. У 1911 році чисельність населення зросла вже до 1 123 людей. Станом на 1917 рік в селі нараховувалося 208 дворів.
За даними на 1913 рік у селі діяла винна лавка № 182, цегельний завод у власності Менаше, Волька і Сіми Альперіних, а також водяний млин у власності Й. І. Доморадзького із річним об'ємом помолу у 6 300 пудів, який перебував в оренді Ш.-А. Гонтмахера.
Найбільшим землевласником у цей час був колезький асесор Аркадій Степанович Луцкевич, який посідав 107 десятин. Він проживав у селі з дружиною Вірою Семенівною та доньками Катериною, Вірою і Таїсією. Ще 78 десятин посідала Марія Гаврилівна Корейша. Найімовірніше, вона була вдовою колишнього землевласника Олександра Івановича Корейші, який станом на 1891—1892 роки в чині колезького радника працював членом управи Радивилівської митниці. Він помер 8 вересня 1903 року від сухот, вже будучи у чині статського радника. Його могила досі збереглася на сільському кладовищі.

### Уродженці села - учасники Першої світової війни в складіРосійської імператорської армії.
- Адамець Іван Кузьмич, рядовий 140-го піхотного Зарайського полку[67].

- Балицький Савелій Северіанович, рядовий 441-го полку Чернігівської дружини[68].
- Загородній Сидір Дем'янович, рядовий 26-го Сибірського стрілецкого полку[69].
- Зінчук Захарій Костянтинович, рядовий 76-го піхотного Кубанського полку[70].
- Макарчук Еммануїл Парфенович, рядовий 208-ї Саратовської дружини[71].
- Мостовий Трохим Андрійович, рядовий 12-го стрілкового полку.
- Поломарчук Василь Андрійович, рядовий 128-го піхотного Старо-Оскольського полку[72].
- Пономарчук Андрій Карпович, рядовий 128-го піхотного Старо-Оскольського полку[73].
- Романюк Степан Прокопович, рядовий 240-го запасного полку[74].
- Рябчук Сергій Семенович, рядовий 128-го піхотного Старо-Оскольського полку[75].
- Сементковський Іван Едуардович, старший унтер-офіцер 426-ї Волинської дружини.
- Сементковський Феодар Едуардович, молодший унтер-офіцер 11-го понтонного батальйону.
- Усач Василь Тарасович, рядовий 104-го артилерійського дивізіону.
- Усач Сазон Григорович, молодший унтер-офіцер 128-го піхотного Старо-Оскольського полку[76].

Станом на 1923 р. Колодяжне відносилось до Миропільської волості Миропільського району Житомирської округи Волинської губернії. В селі нараховувалось 259 дворів та 1151 мешканець. Колодяженській сільраді підпорядковувалось також сусіднє село Паволочка. Станом на 1 січня 1925 р. в Колодяжному проживало 1132 особи, у тому числі 1120 українців, 8 поляків, 2 євреїв, 1 росіянин і 1 чех. У 1925 р. Миропільський район ліквідовано і включено до складу Романівського (з 1927 р. — Дзержинського). В місцевій пресі ситуація у Колодяжному у той час описувалась наступним чином:
Не доїзджаючи 4-х верстов до Мирополю, на досить високому горбку притулилось село Колодежне. Навкруги — дрібний молодий гайок. Найбільш улюблений та найбільш певний притулок бандитів.
Село Бідняцьке. Всього населення — 1300 чоловіка, а незаможників поміж ними 262 чоловіка. Це лише ті, що належать до КНС. Наделко від села — залізниця, яка й була джерелом заробітку мешканців цього самого Колодежного, — але зараз, у зв'язку зі скороченням і т. и. — потяглись до землі, до сільського господарства.
Праця сільрад полякає в керуванні селом, у скликаннях ріжних комісій, що маються у сільраді, та напрямленні їх праці в потрібне річище. Головою сільради — безпартійний, 8 років не був у партії, а ось зараз подає анкету до РКП — «Не можу я без партії, хочу працювати спільно з партією». Комісії засідають щоденно, вирішають то те, то инше: — то як поліпшити культпрацю КНС, то як закласти кооператива, поширити школу, лікнеп і сила инш.
Праці досить. І поволі справляються, поліпшують.
Зразки: Школа.
У ній учнів 260. Є загін «Ю. П.», учительство, як і треба було сподіватися, задоволене:
— Правда, мовляв, прожити не можна на відпущені гроші, одна лише любов до свого діла та до дітей примушує перебиватись як-небудь.
Так заявляє учительство — щиро, просто, без чванливости.
По стінах розвішані праці учнів. Тут і колекції, і малюнки, і діаграми. В школі тепло. Насупроти школи — скоромно визирає: Хата-читальня.
Як і скрізь — холодно. Правда, місцеві людці мотивують це так:
— «Навіщо неекономно витрачати дрова».
— «Прийдуть до хати-читальні, набереться повно і нагріють. Аж гаряче стане!».
Членів хати-читальні 52 чоловіка, з-поміж них комсомольців 16, решта — незаможники, наймити, є 12 дівчат. Праця полягає в антирелігійній пропаганді і крім того — силами членів ставляться п'єси й таке інше.
Щоденно вартує один із членів, на обов'язку котрого лежить зачитування газет для присутніх і реєстрація. По роботі хати-читальні непомітно будь-яких слідів піднесення сільсько-господарчого рівня селянина. Вузеньке коло культурництва й черезмірне побільшення антирелігійної пропаганди затемняють інші вигляди праці хати-читальні.
В селі нема кооперації, що є найбільш болючим ментом для селянина. Поблизу є райцентр, насичений спекулянтським народом; це відбивається також на справі обміну продуктів сільського господарства кооперації тому, що спеулянти частенько заглядають у село й за безцін купують у селянина масло, яйця й т. и. Є бажаючі організувати кооперативну крамницю, але по їх вислову:
— Коли управимось з податком — візьмемось і до цеї роботи.
Треба сподіватись, що це буде виконаною
Лікпункт.
Випуск закінчивших лікпункт не був приурочений до річниці смерти В. І. Лєніна. Поторопились. Але це нічого. Наслідки цієї праці задовольняючі. Випустили всього 26 чоловіка, більш-менш письменник 26 чоловіка — іде до армії, котра бореться з науцтвом, з некультурністю, 26 одиниць, що добре пам'ятають заповіт Волод. Ілліча: «Без грамотности не можна будувати комунізму». Цій праці допомагали всі — вчителі, КСМ, сільрада.
До речі й про осередок ЛКСМ.
Членів та кандидатів 16 чоловік. Склад по віку кепський — 70 відсотків 15—16 річних, читають книжки, беруть участь в громадському житті — виділили представників до ріжних організацій. Збільшуються слабко: — 3—4 чоловіка на місяць.
Селькори. Їх 5 чоловіка. Один селянин, комсомолець і 3 піонера. Ними ніхто не керує. Поки-що вони без жодного впливу. Частенько пописують до газети. Переслідувань з боку селян нема.
Підсумки.

Село кипить. Головне — це розбуркання свідомости в селянства. Намагаються вдіяти й те, й инше. Виходить негладко, але все ж за нашою допомогою можна й чекати — вийдуть переможцями.
В 1920-х рр. популярності у Колодяжному набув баптизм.
У період Великого терору 1937—1938 рр. були репресовані уродженці та мешканці Колодяжного:
- Балицький Михайло Северіанович, 1898 р. н., українець, одноосібник. Заарештований 28 лютого 1938 р. Обвинувачувався за ст. 54-10 КК УРСР. Прокурором Любарського району 31 травня 1939 р. справа припинена[82].
- Балицький Павло Купріянович, 1898 р. н., мешк. с. Гвоздярня Дзержинського р-ну Житомирської обл., українець, чл. ВКП(б), десятник ліспромгоспу. Заарештований 19 грудня 1937 р. Обвинувачувався за ст. 54-10 КК УРСР. За постановою НКВС СРСР і Прокурора СРСР від 19 січня 1938 р. розстріляний 29 січня 1938 р. у м. Бердичів. Реабілітований у 1958 р.[83].
- Ващук Юрій Микитович, 1878 р. н., українець, колгоспник. Заарештований 16 вересня 1937 р. Обвинувачувався за ст. 54-10 КК УРСР. За постановою трійки УНКВС по Житомирській обл. від 13 листопада 1937 р. розстріляний 22 листопада 1937 р. Реабілітований у 1989 р.[84].
- Зайцева Ольга Василівна, 1900 р. н., полька, вчителька. Заарештована 25 грудня 1937 р. Обвинувачувалася за ст. 54-10 КК УРСР. За постановою НКВС СРСР і Прокурора СРСР від 21 січня 1938 р. — розстріляна 10 березня 1938 р. в м. Житомир. Реабілітована в 1989 р.[85].
- Конащук-Коваль Климентій Гаврилович, 1889 р. н., мешк. в Павлодарській обл., українець, вантажник. Заарештований 8 липня 1938 р. Обвинувачувався за ст. 58-1а, 10 КК РРФСР. Засуджений 29 вересня 1938 р. трійкою УНКВС по Павлодарській обл. до ВМП. Реабілітований ВТ ТуркВО 9 червня 1963 р.[86].
- Матусевич Тихін Васильович, 1893 р. н., ур. с. Дольськ Турійської вол. Ковельського пов. Волинської губ., українець, священик. Проживав у с. Колодяжне. Заарештований 2 жовтня 1937 р. Обвинувачувався за ст. 54-6, 54-10 КК УРСР. За постановою НКВС СРСР і Прокурора СРСР від 29 листопада 1937 р. — розстріляний 7 грудня 1937 р. у м. Бердичів. Реабілітований у 1989 р.[87].
- Момотюк Олександр Матвійович, 1897 р. н., українець, заготівельник паперової фабрики, член КП(б)У. Заарештований 12 вересня 1937 р. Обвинувачувався за ст. 54-10 КК УРСР. Засуджений трійкою УНКВС по Житомирській обл. від листопада 1937 р. до ВМП. Розстріляний 28 листопада 1937 р. у м. Бердичів. Реабілітований у 1989 р.[88].
- Пасічник Кирило Амбросійович, 1896 р. н., українець, колгоспник. Заарештований 6 лютого 1938 р. Обвинувачувався за ст. 54-10 КК УРСР. Прокурором Житомирської обл. 21 квітня 1939 р. справа припинена[89].
- Поліщук Григорій Федорович, 1905 р. н., мешк м. Хабаровськ, українець, директор сільгосптресту. Заарештований 19 травня 1938 р. Обвинувачуваний за ст. 58-7, 8, 11 КК РРФСР. Засуджений виїзною сесією ВК ВС СРСР 17 вересня 1938 р. до ВМП — розстріляний 17 вересня 1938 р. в м. Хабаровськ. Реабілітований ВК ВС СРСР 7 червня 1958 р.[90].
- Стремецький Франц Вікентійович, 1880 р. н., поляк, колгоспник. Заарештований 25 грудня 1937 р. Обвинувачувався за ст. 54-10 КК УРСР. За постановою НКВС СРСР і Прокурора СРСР від 19 січня 1938 р. — розстріляний 29 січня 1938 р. у м. Бердичів. Реабілітований у 1989 р.[91].

На початку липня 1941 р. від артилерійського обстрілу під час боїв загинув Дмитро Тарасович Усач (1894 р. н.), Феодосія Трифонівна Березенська (1894 р. н.) та Лазар Яткевич. А вже 6 липня 1941 р. Колодяжне було окуповане нацистами.
На початковому етапі нацистської окупації свою діяльність у Миропільському районі намагались проводити члени ОУН(б). В Колодяжному було створено дві оунівські групи, до яких увійшло 6 осіб. Першу із них очолював Григорій Олексюк, другу — Михайло Буревий. Восени 1941 р. в селі також функціонував осередок молодіжної організації «Січ», створеної з ініціативи ОУН. Місцевий поліцейський Ларіон Ковалюк з Колодяжного свідчив після війни, що був заарештований нацистами за підозрою в приналежності до ОУН.
На примусові роботи до Німеччини з села вивезено 115 осіб. В їх числі:
- Баліцька Сара 1926 р. н.
- Бідюк Люба 1926 р. н.
- Бідюк Олександр 1926 р. н.
- Вознюк Надія 1920 р. н.
- Ковалюк Анна 1922 р. н.
- Ковалюк Віра 1913 р. н.
- Кришко Антоніна 1919 р. н.
- Левченко Віра 1926 р. н.
- Момотюк Анатолій 1928 р. н.
- Момотюк Віра 1924 р. н.
- Момотюк Левко 1926 р. н.
- Момотюк Любов 1922 р. н.
- Момотюк Панас 1899 р. н.
- Олексюк Поля 1924 р. н.
- Поліщук Дарія 1917 р. н.
- Рудюк Люба 1926 р. н.
- Рябчук Віра 1924 р. н.
- Усач Віра 1921 р. н.
- Усач Олександра 1927 р. н.
- Федорук Антоніна 1922 р. н.

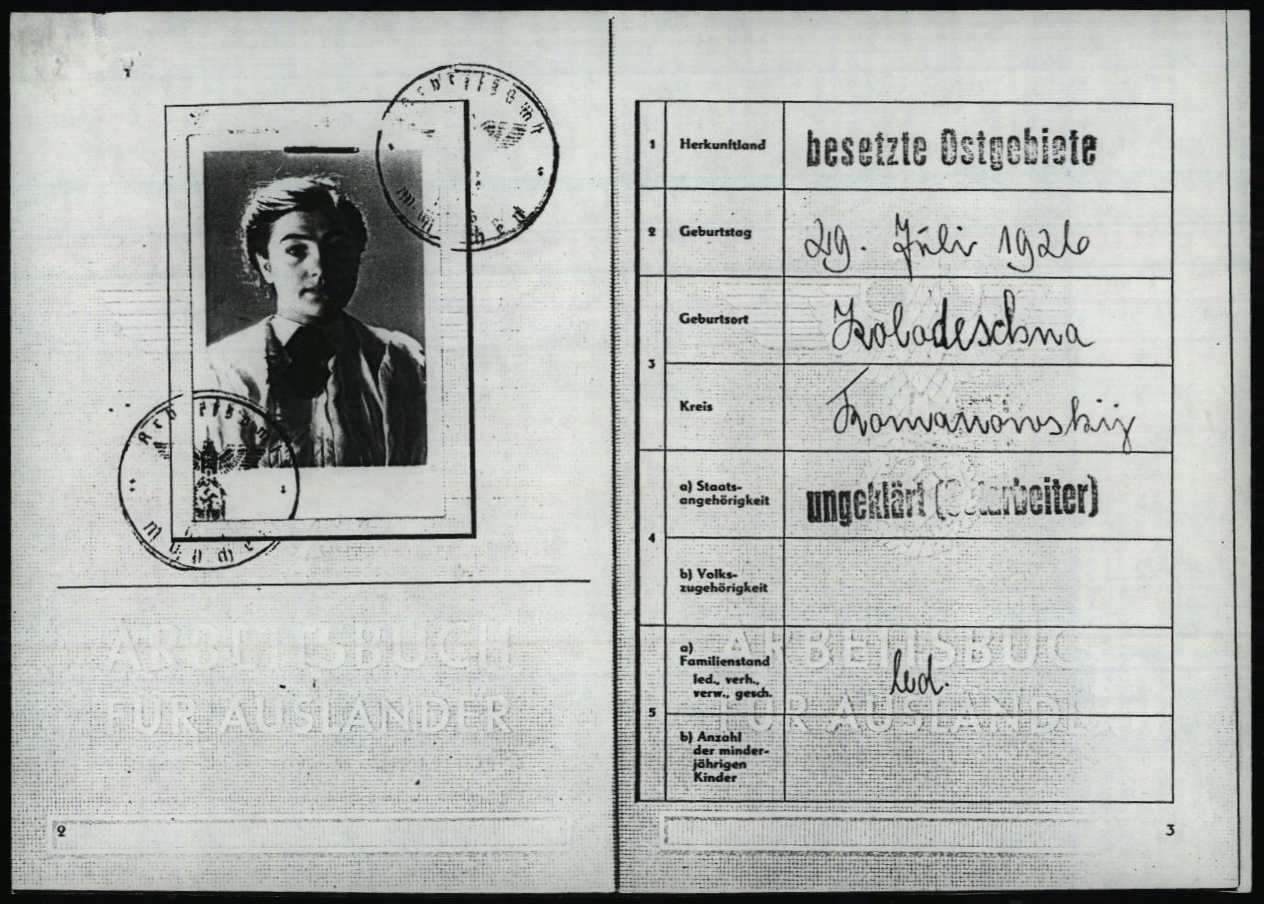
Робоча книжка примусової робітниці Сари Баліцької

У 1943 р. за зв'язки з радянськими партизанами були розстріляні Кирило Васильович Зінчук (1910 р. н.) та Петро Рябчук. При спробі арешту 3 червня 1943 р. вбитий Михайло Сидорович Балицький (1922 р. н.).

Певний час у селі переховувались євреї, яким вдалося вижити після масового вбивства в Мирополі у вересні 1941 р.. Серед них була 12-річна Людмила Блехман (Цімрінг), яка у 1980-х рр. свідчила:
Я обережно вилізла з ями і, намагаючись бути непомітною для поліцейських, відповзла на край поляни і потім по парку я побігла в с. Колодяжне Дзержинського району. Зайшла в будинок до знайомої моєї матері Катерини Аркадіївни (прізвища її я не пам'ятаю). Я їй розповіла про те, що відбулося сьогодні в Миропільському парку. Вона обмила кров з мене, нагодувала мене, а потім дала мені одягнутись і сказала, щоб я називала себе вже українкою і старалась не потрапляти на очі поліцейським, тому що саме вони впізнавали євреїв.

Від неї я пішла в ліс. Десь 3 дні я знаходилась в лісі. Була голодна і холодна. Харчувалась усім тим, що вважали їстивним і тому я захворіла. Наприкінці останнього дня мого перебування в лісі я зайшла в будинок лісника біля с. Колодяжне. Жінка, яка знаходилась в будинку (імені і прізвища її не пам'ятаю) нагодувала мене молоком. Я розказала їй про своє горе. Вона плакала разом зі мною, слухаючи мене, а потім вона кудись пішла і, повернувшись, сказала, що живі мої сестри — Анна і Марія. Дізнавшись про це, я пішла в Миропіль.
В грудні 1941 р. місцевими поліцейськими було арештовано 8 єврейських жінок з дитиною, які переховувались у Колодяжному. Їх відвели у Миропіль і там розстріляли. Тоді знову вдалося врятуватися Людмилі Блехман (Цімрінг):
Пробігши по засніженому березі річки Случ кількасот метрів, я повернулась в Миропільський парк, згадавши про охорону мосту, а з парку я прибігла в будинок лісника, який проживав біля с. Колодяжне. Прізвища цього лісника я також, на жаль, не пам'ятаю… Коли я прибігла в будинок лісника його жінка, побачивши мене, злякалась мого вигляду. Почувши мою страшну розповідь, вона заплакала. Вона нагодувала, обмила, обігріла мене і дала мені одягнутись. Після цього я вночі пішла в ліс. Вдень я ховалась від поліцейських, а вночі йшла в напрямку західних областей України.
Її свідчення були зачитані на судовому процесі проти колишніх місцевих поліцейських, який відбувся в Романові у 1987 р..

Наступу РСЧА на початку 1944 р. передували сильні артилерійські обстріли, що змушували німців відступати без втягування у бої. Командир 322-ї стрілецької дивізії Петро Лащенко писав у своїх спогадах: 
Саме в такій ситуації полки першого ешелону 8 січня звільнили Нов. Миропіль і Колодяжне. Не даючи противнику закріпитись на західному березі річки Случ, вони організовано форсували її і заволоділи Кам'янкою, Прислуччю, забезпечивши переправу основних сил дивізії.
У лютому 1944 р. було заарештовано кількох мешканців Колодяжного, але через деякий час справи проти них припинені:
- Матюха Трифон Григорович, 1899 р. н., українець, бригадир колгоспу. Заарештований 15 лютого 1944 р. за ст. 54-10 КК УРСР. УНКДБ по Житомирській обл. 13 серпня 1944 р. справа припинена. Реабілітований у 2003 р.[104]
- Олексюк Григорій Трифонович, 1904 р. н., українець, слюсар МТС. Заарештований 28 лютого 1944 р. Обвинувачувався за ст. 54-3 КК УРСР. Прокурором Житомирської обл. 8 вересня 1944 р. справа припинена[105].
- Федорук Семен Федорович, 1898 р. н., українець, колгоспник. Заарештований 28 лютого 1944 р. за ст. 54-1а КК УРСР. УНКДБ по Житомирській обл. 7 серпня 1944 р. справа припинена. Реабілітований у 2003 р.[106]

У складі РСЧА загинули або зникли безвісти уродженці та мешканці Колодяжного (прізвища, спотворені в офіційних документах про втрати, виправлено за написанням на обеліску в Колодяжному):
- Балицький Євген Ульянович, 1922 р. н., капітан, заступник командира батальйону по стройовій частині, загинув 29 січня 1945 р., похований біля платформи Нессельбек, Східна Прусія.[107]
- Балицький Кирило Іванович, 1910 р. н., призваний Дзержинським РВК 14 січня 1944 р., рядовий, письмовий зв'язок з родиною припинився 7 листопада 1944  р., зник безвісти[108].
- Балицький Микола Романович, 1912 р. н., рядовий, письмовий зв'язок з родиною припинився в липні 1941 р., зник безвісти[109].
- Балицький Михайло Северіанович, 1899 р. н., молодший сержант, загинув 29 січня 1945 р., похований у с. Гури Бжестоцького пов. Краковського в-ва, Польща[110].
- Балицький Олександр Васильович, 1920 р. н., рядовий, письмовий зв'язок з родиною припинився в червні 1941 р., зник безвісти[111].
- Березенський Іван Григорович, 1911 р. н., рядовий, кулеметник, загинув 13 липня 1944 р., похований у с. Озютичі Локачинського р-ну Волинської обл.[112]
- Голинський Микола Остапович, 1913 р. н., рядовий, загинув 4 серпня 1944 р., похований у с. Маркушов Пулавського пов. Люблінського в-ва, Польща[113].
- Ковальчук Андрій Омелянович, 1899 р. н., рядовий, загинув у бою 20 лютого 1944 р., похований у с. Білокриниччя Шепетівського р-ну Хмельницької обл.[114]Олексюк Микола Захарович під час перебування в таборі військовополонених

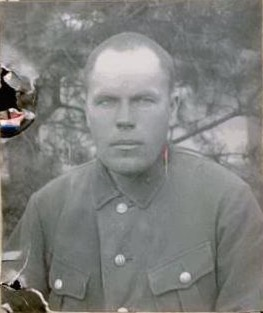
Олексюк Микола Захарович під час перебування в таборі військовополонених

- Колотенко Іван Сергійович, 1908 р. н., рядовий, загинув 18 лютого 1942 р.[115]
- Момотюк Петро Корнійович, 1922 р. н., призваний Сталінським РВК Дніпропетровської обл. 10 серпня 1941 р., рядовий, кулеметник, загинув у грудні 1942 р. при обороні м. Новоросійськ, похований там же[116].
- Момотюк Порфирій Гаврилович, 1918 р. н., молодший лейтенант, загинув 23 липня 1944 р., похований у с. Устя-Зелене Монастириського р-ну Тернопільської обл.[117]
- Олексюк Микола Захарович, 1907 р. н., рядовий, потрапив у полон 5 липня 1941 р. в с. Старий Миропіль, помер 1 вересня 1944 р., похований на центральному кладовищі м. Дортмунд[118].
- Поліщук Микола Кузьмич, 1920 р. н., рядовий, зник безвісти в серпні 1941 р.[119]
- Поляков Юрій Михайлович, 1900 р. н., військовий інженер 2-го рангу, зник безвісти в серпні 1941 р.[120]
- Федорук Микола Матвійович, 1917 р. н., молодший лейтенант, пропав безвісти в квітні 1943 р.[121]
- Федорук Олександр Васильович, 1910 р. н., призваний Дзержинським РВК 9 грудня 1944 р., сержант, командир стрілецького відділення, помер 21 січня 1945 р. у військовому шпиталі № 409 від висипного тифу, похований у Колодяжному[122].

Станом на травень 2019 р. у Колодяжному проживав останній ветеран-учасник бойових дій Андрій Федорович Усач (1925 р. н.), нагороджений орденами Вітчизняної війни II ст. та Червоної зірки, а також медалями «За відвагу», «За взяття Кенігсбергу», «За перемогу над Німеччиною».
У 1979 р. створено Колодяженську сільську раду.
У ході виконання Закону про декомунізацію 2015 р. в Колодяжному здійснено перейменування вулиць — вул. Кірова стала Польовою, вул. Леніна — Центральною, вул. Щорса — Монастирською, провул. Кірова — Луговим.
До 2020 року село входило до складу Миропільського району.

## Уродженці села, які героїчно загинули під час російсько-української війни
4 червня 2023 року поблизу села Рівнопіль Волноваського району Донецької області загинув солдат Кирило Васильович Баліцький - стрілець-санітар 1-го відділення 2-го взводу 2-ої роти 1-го механізованого батальйону 31-ої окремої механізованої бригади. Він народився у Колодяжному 23 березня 1990 року. Похований 17 червня 2023 року.
23 червня 2023 року поблизу села Рівнопіль Волноваського району Донецької області загинув солдат Микола Петрович Дацюк - стрілець-помічник гранамотеника 31-ої окремої механізованої бригади. Він народився у Колодяжному 24 лютого 1988 року. Похований 2 липня 2023 року.
1 березня 2024 року поблизу села Іванівське Бахмутського району Донецької області у складі 4-ої роти 141-го батальйону 115-ої бригади загинув Олег Олександрович Савчук. Він народився у Колодяжному 17 квітня 1988 року. Похований 10 червня 2025 року.
10 січня 2025 року поблизу села Мартинівка Суджанського району Курської області у складі 80-ої окремої Галицької бригади загинув Олег Анатолійович Поліщук. Він народився у Колодяжному 28 жовтня 1986 року. Похований 16 січня 2025 року в Паволочці.

## Відомі уродженці
- Балицький Віталій Григорович (1933 р. н.) — політолог, доктор історичних наук, професор, перший проректор Вінницького інституту регіональної економіки та управління[129].